# Джинґловод

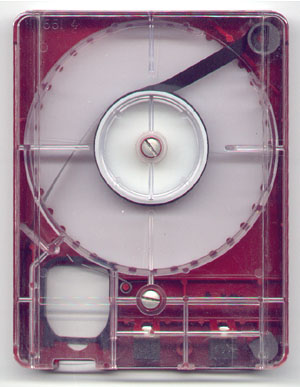
Касета Фіделіпак з «нескінченною» стрічкою

Джинґлово́д — аналоговий касетний пристрій, носієм звуку в якому є особлива касета зі стрічкою, на яку записано один певний сигнал (джинґл, заставка, лайнер, підклад, перебивка). 
Стрічку у касеті закільцьовано — після використання вона одразу готова до нового відтворення і не потребує перемотки.
Винахідником касети з закільцьованою стрічкою був Джордж Іш (англ. George Eash), на базі розробленої Бернардом Кузіно (англ. Bernard Cousino) «нескінченної» магнітної стрічки. Ці касети називали https://uk.wikipedia.org/w/index.php?title=Джинґловод&action=edit#англ.+NAB-Cartridge від скорочення NAB (англ. National Association of Broadcasters) - Національної асоціації мовників США, або англ. Fidelipac. 
В подальшому розвиток джинґловодів ішов шляхом збільшення числа доріжок для стереозвучання та можливості запису кількох різних джинґлів. Подібні ідеї були пізніше використані в касетних телефонних автовідповідачах.
У комп'ютерну еру аналогові касети з записами рекламних роликів для радіо поступились більш досконалим та швидким цифровим пристроям.